# Bernhardswald
Bernhardswald è un comune tedesco di 5 657 abitanti, situato nel land della Baviera.